# Lysaker
Lysaker ist eine Ortschaft in der norwegischen Kommune Bærum, gelegen in der Provinz (Fylke) Akershus. Der Ort gehört zum Stadtgebiet Oslos.

## Geografie
Lysaker liegt an der Nordküste des Oslofjords, der in diesem Bereich zwischen den beiden Halbinseln Fornebu und Bygdø auch Lysakerfjord genannt wird. Im Osten grenzt Lysaker an die Kommune Oslo, die Grenze liegt im Fluss Lysakerelva. Die Lysakerelva stellt somit auch den Grenzfluss zwischen Oslo und dem Fylke Akershus dar. Insgesamt leben 114.186 Einwohner des Tettsteds Oslo in der Kommune Bærum, die sich dort jedoch auf verschiedene Orte verteilen. Im Westen angrenzend liegt die als Villenviertel bekannte Gegend Stabekk, welche ebenfalls zum Tettsted Oslo und zur Gemeinde Bærum gehört.

## Geschichte
Lysaker geht auf den früheren Hof Lysaker an der Lysakerelva zurück. Entlang des Flusses wurden lange Zeit Mühlen, Sägewerke, Kraftwerke und Fabriken betrieben. Als im Jahr 1624 in Kongsberg das Silberbergwerk Kongsberg gegründet wurde, wurde von dort ein Weg nach Oslo gebaut, der an Lysaker vorbeiführte. Im Jahr 1859 wurde die Chemiefabrik Lysaker kemiske Fabrik A/S gegründet. Mit der Fertigstellung der Drammenbanen im Jahr 1872 stieg das Verkehrsaufkommen weiter. Von 1939 bis 1998 sorgte der nahe an Lysaker gelegene Flughafen Oslo-Fornebu weiter für einen steigenden Transitverkehr.
Um 1900 lebten in Lysaker einige Künstler und Wissenschaftler, die Teil des sogenannten Lysakerkretsen (deutsch: Lysakerkreis) wurden. Unter anderem wohnte Fridtjof Nansen ab 1901 auf seinem Anwesen Polhøgda, wo er später auch begraben wurde. Seit 1958 ist es Sitz des Fridtjof-Nansen-Instituts.
Durch den zunehmenden Ausbau der Region wurde die Lysakerselva mit der Zeit stark verschmutzt. Die Situation konnte in den 1960er-Jahren durch den Bau einer Abwasserleitung verbessert werden. Seit Ende der 1970er-Jahre wird das Ortsbild vorwiegend durch Gewerbegebiete und Bürogebäude bestimmt.

## Wirtschaft und Infrastruktur

### Verkehr
Durch Lysaker führt in West-Ost-Richtung die Europastraße 18 (E18), die die Verbindung ins Zentrum von Oslo darstellt. Eine weitere wichtige Verkehrsachse, die Eisenbahnlinie Drammenbanen, führt ebenfalls durch Lysaker. Der Bahnhof Lysaker liegt sieben Kilometer westlich des Osloer Stadtzentrums und ist seit 2009 vierspurig. Am 16. April 1990 kollidierten zwei Züge auf dem Weg zwischen Lysaker und Skøyen. Bei diesem Unfall starben fünf Personen.
Es ist geplant, bis 2027 mit der Fornebubanen eine acht Kilometer lange U-Bahn-Strecke von Fornebu bis Majorstuen im Osloer Stadtteil Frogner zu bauen. Eine der sechs Stationen soll dabei in Lysaker liegen.

### Wirtschaft
In Lysaker stehen die Bürogebäude verschiedener größerer Firmen. Wichtige Arbeitgeber vor Ort sind der Industriekonzern Aker Solutions, der Tiefkühlkost-Hersteller Findus und die Reederei Wallenius Wilhelmsen Logistics.

## Name
Im Jahr 1578 wurde der Ort bereits als Ljusager erwähnt. Der Name leitet sich vom altnordischen Ljósakr ab, was übersetzt „heller Acker“ bedeutet.

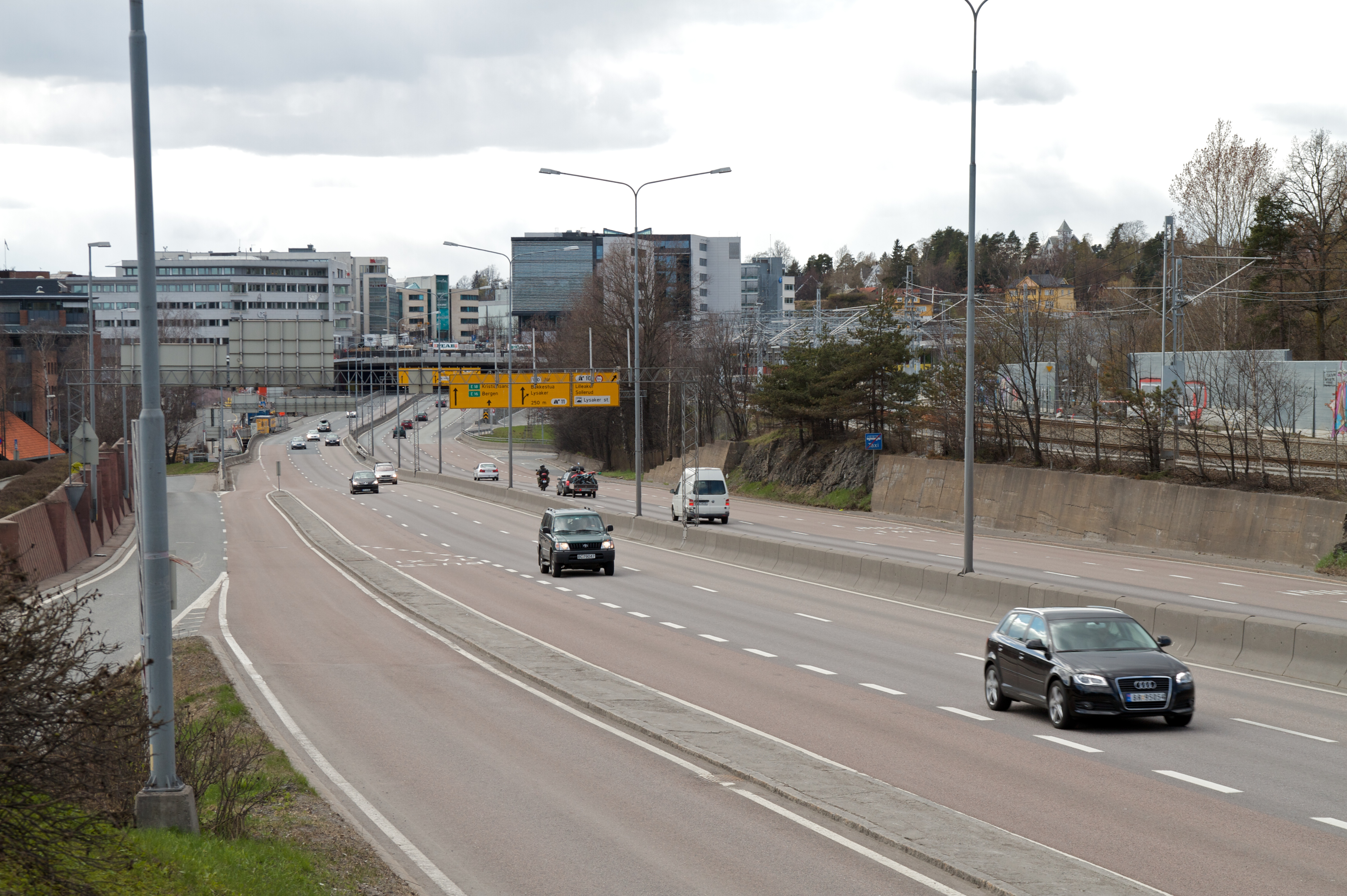
Europastraße 18
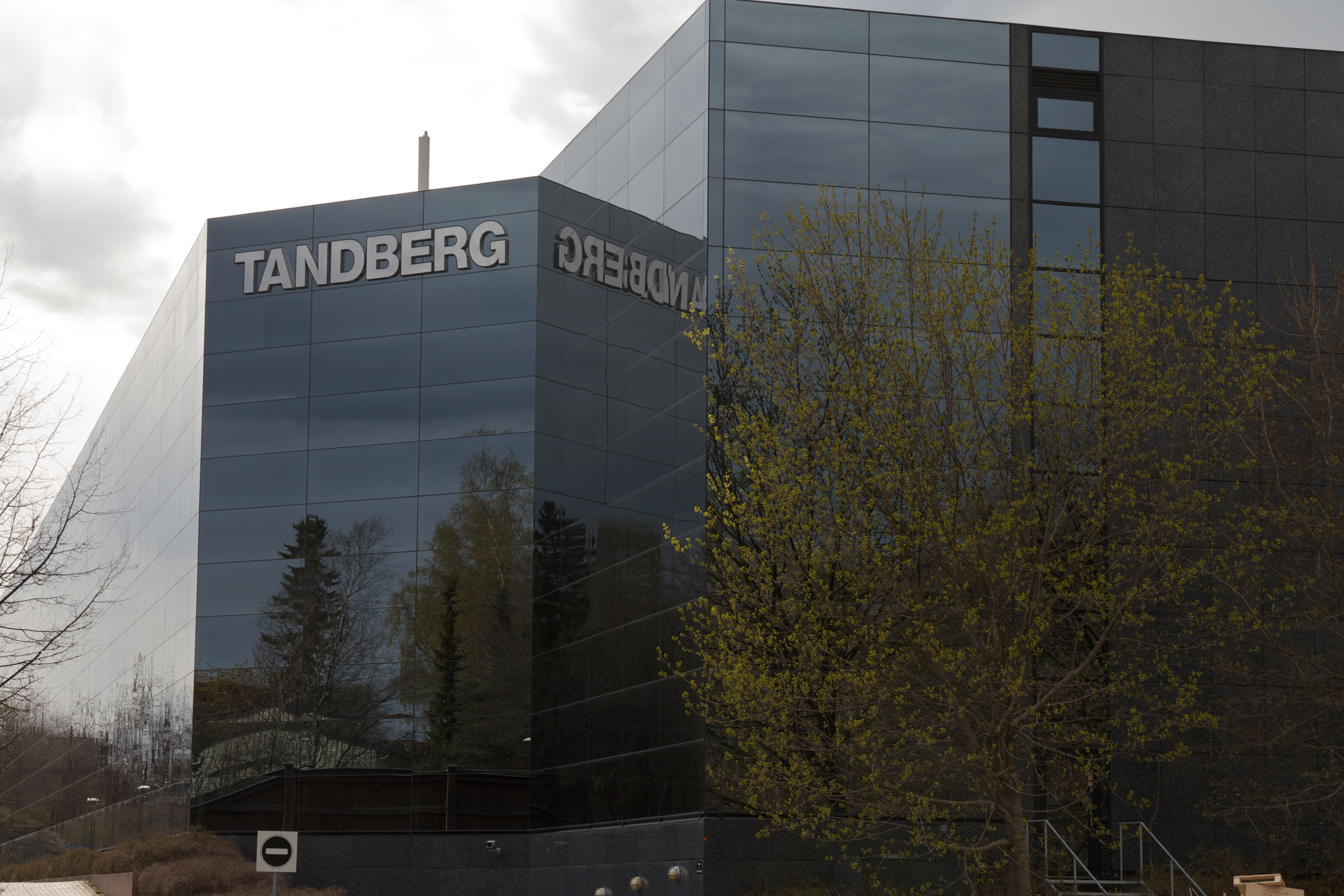
Tandberg
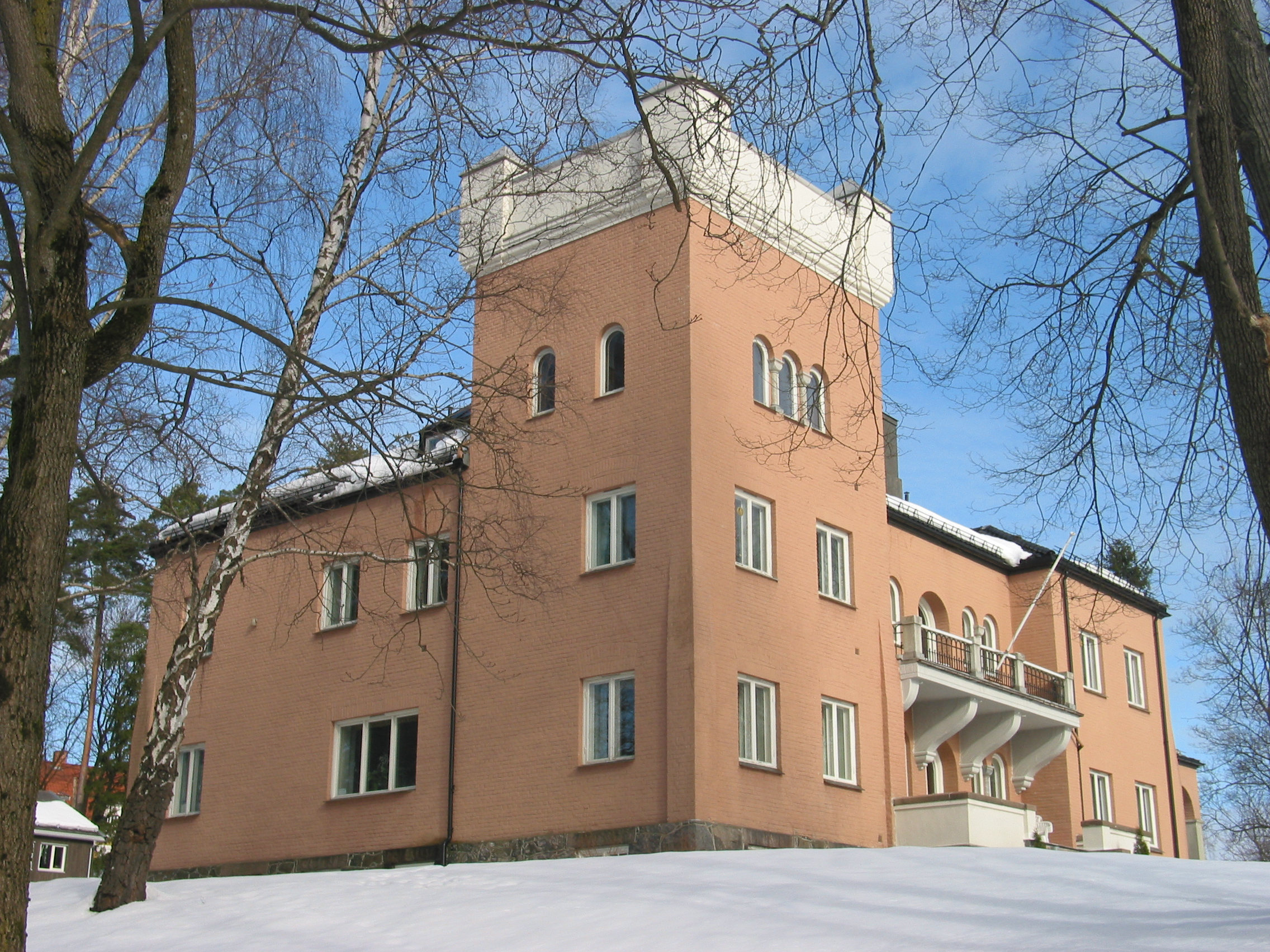
Polhøgda
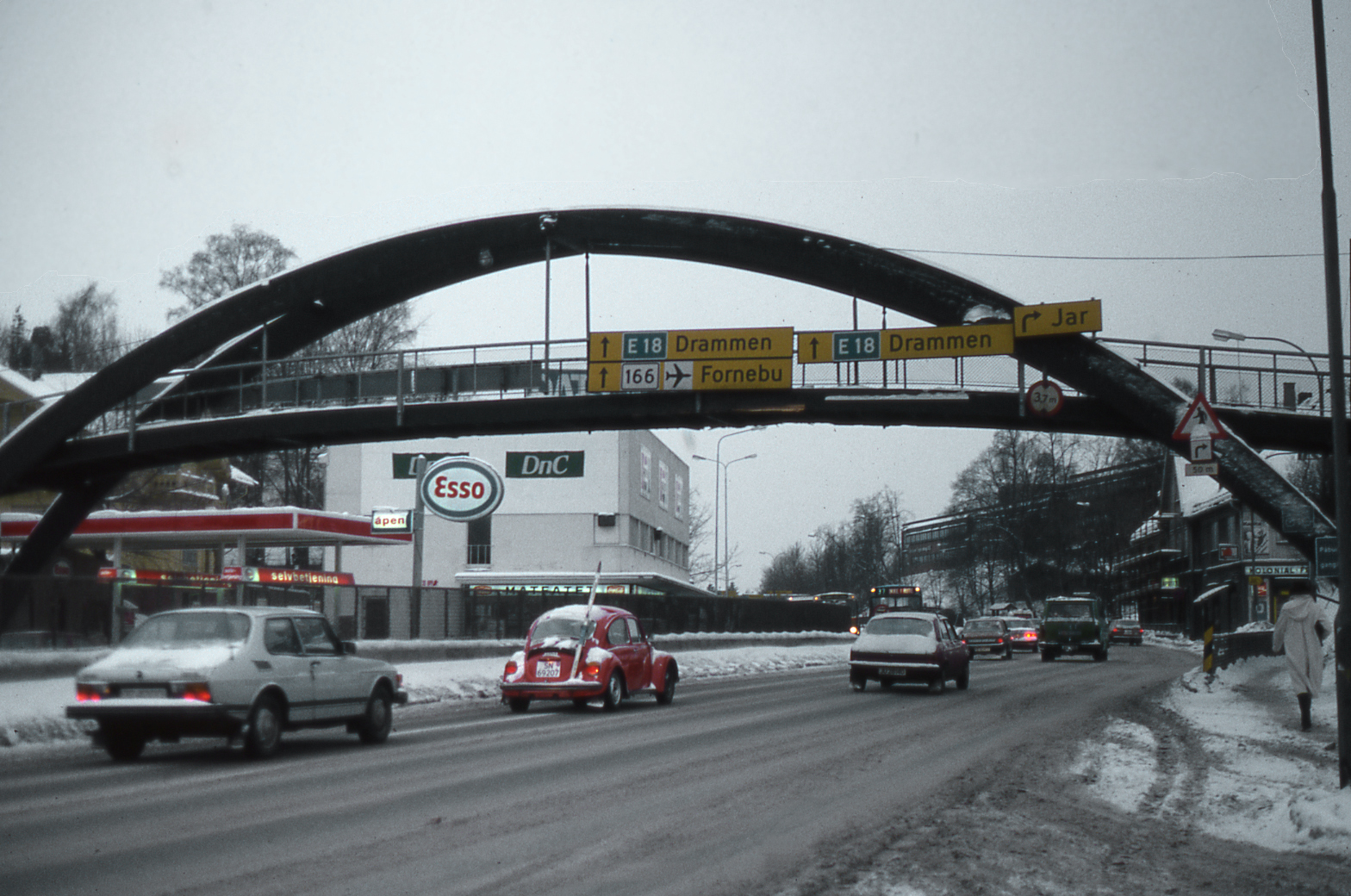
Ortsbild 1981